# Parlatoria destructor
Parlatoria destructor är en insektsart som beskrevs av Newstead in Froggatt 1914. Parlatoria destructor ingår i släktet Parlatoria och familjen pansarsköldlöss. Inga underarter finns listade i Catalogue of Life.